# Раструм

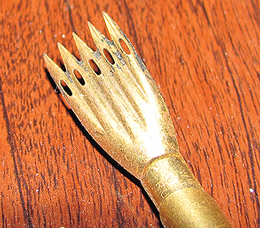
Раструм XIX века

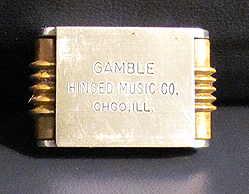
Роликовый двусторонний раструм, схожий с изобретением И. Стравинского

Раструм — пятиконечная письменная принадлежность, используемая для рисования параллельных линий нотного стана в музыкальных рукописях. Обычно изготавливается из латуни или стали. Раструм получил название благодаря своей форме ― латинское слово rastrum в переводе означает «грабли».

## История и разновидности
Раструм широко использовался в Европе примерно до девятнадцатого века, пока предварительно разлинованная нотная бумага ещё не была распространенной. Некоторые раструмы (десятиконечные) были предназначены для рисования более одного нотоносца за один раз. Также существовали раструмы со вставками для мела. Альтернативой является использование меловой доски с выгравированными или приклеенными скотчем линиями.
Некоторые палеографы в своих исследованиях использовали информацию о раструмах и их отличительные черты, чтобы определить дату написания и происхождение музыкальных рукописей. Такая отрасль палеографии получила название растрология.
Композитор Игорь Стравинский изобрёл роликовый раструм и дал ему название «Стравигор».
В 1911 году Стравинский пытался запатентовать этот инструмент, но патент так и не был выдан. Композитор часто использовал раструм для создания музыкальных рукописей.